# Jean Servais Stas
Jean Servais Stas (Lovanio, 21 agosto 1813 – Bruxelles, 13 dicembre 1891) è stato un chimico belga.
Stas nacque a Lovanio dove trascorse la propria infanzia e quindi, presso la locale Università, intraprese lo studio della fisica ma in seguito rivolse il proprio interessa alla chimica.
Si specializzò presso l'École Polytechnique sotto la direzione di Jean Baptiste Dumas, con il quale determinò la massa atomica del carbonio.
Dal 1840 ricoprì l'incarico di professore all'École Militaire Royale di Bruxelles.
Acquisì una fama internazionale riuscendo a determinare la massa atomica di molti elementi con una precisione mai raggiunta in precedenza, utilizzando come standard la massa atomica dell'ossigeno uguale a 16. Dimostrò anche che, al contrario di quanto di credeva al tempo secondo l'ipotesi del fisico inglese William Prout,  la massa atomica degli elementi chimici non è necessariamente un multiplo intero della massa atomica dell'idrogeno.
I lavori e le teorie di Stas furono importanti pilastri sui quali poté essere ipotizzata e costruita la tavola periodica degli elementi.
A seguito di una grave malattia alla gola, Stas si ritirò dall'attività scientifica nel 1869.
I suoi lavori ed i suoi studi gli valsero la Medaglia Davy nel 1885.